# União Nacional Democrática de Resistência Timorense

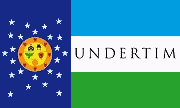
Flagge der UNDERTIM

Die União Nacional Democrática de Resistência Timorense UNDERTIM (Demokratische Nationalunion des timoresischen Widerstands) ist eine Partei in Osttimor, die 2005 gegründet wurde. Die Partei hat landesweit vor allem Unterstützer bei den Veteranen des ehemaligen Widerstands gegen die indonesische Besatzung von 1975 bis 1999. Die UNDERTIM hat ihren Schwerpunkt im Osten des Landes in Baucau, betont aber, dass sie keine Spaltung des Landes in einen West- und einen Ostteil (Loro Munu und Loro Sae) sieht, wie sie immer wieder deutlich wird, zuletzt bei den Unruhen in Osttimor 2006.

## Mitglieder

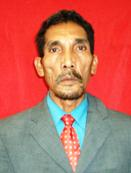
Faustino dos Santos (2007)

Der erste Vorsitzende der UNDERTIM war der ehemalige FALINTIL-Kommandant Cornelio Gama, besser bekannt als Eli Fohorai-Boot (L-Sete, L7), der auch Chef der Sagrada Família war, einer sektenähnlichen Organisation, der mehrere Gewalttaten zugeschrieben werden. Weitere Parteiführer waren die Stellvertreter Faustino dos Santos (Renan Selak), Francisco Salsinha (Metin), Reis Kadalak und André da Costa Belo (L4). Der erste Generalsekretär und Sprecher des Vorstandes war Cristiano da Costa. Er wurde von Francisco Guterres Manu-Buy abgelöst.
Die Spaltung der UNDERTIM, die sich zur Parlamentswahlen 2012 offenbarte (siehe unten), hatte Folgen. Cornélio da Conceição Gama, Faustino dos Santos und Andre da Costa Belo wurden Mitglied der 2015 gegründeten Partidu Libertasaun Popular (PLP). 1200 Mitglieder aus Ermera schlossen sich im Oktober 2015 dem CNRT an.

## Präsidentschaftswahlen
Die Partei unterstützte den bisherigen Premierminister José Ramos-Horta bei den Präsidentschaftswahlen 2007. So trat der parteilose Ramos-Horta am 26. Februar 2007 bei einer Veranstaltung der UNDERTIM in Laga, dem Heimatort von L7, auf. Dabei nannte Ramos-Horta L7 als einen seiner drei Sprecher. Ramos-Horta begründete die Akzeptanz der Hilfe durch UNDERTIM damit, dass ihre Mitglieder zumeist arme Leute ohne Schuhe und Veteranen bestehe, welche die FALINTIL absolut unterstützt hatten. Bei den Präsidentschaftswahlen 2012 unterstützte die UNDERTIM die unabhängige Kandidatin Angelita Pires.

## Parlamentswahlen
Die Partei trat bei den Parlamentswahlen am 30. Juni 2007 an mit dem Ziel der Bildung einer Regierung der Nationalen Einheit.
Die UNDERTIM erhielt schließlich 13.247 Stimmen, was 3,19 % der gültigen Stimmen entspricht und schaffte somit als kleinste Partei den Einzug ins Parlament. Die größte Unterstützung fand sie im damaligen Distrikt Baucau, wo sie 8,50 % (4.390 Stimmen) der Stimmen erhielt und die drittstärkste Partei wurde. Über 1.000 Stimmen erhielt die UNDERTIM noch in folgenden Distrikten:
- Dili: 1.918 Stimmen (2,35 %)
- Viqueque: 1.288 Stimmen (3,89 %)
- Lautém: 1.064 Stimmen (3,94 %)

Zwei Abgeordnete vertraten nun die UNDERTIM im Nationalparlament Osttimors: Parteichef Cornelio Gama und Faustino dos Santos. Das Parlament hatte insgesamt 65 Abgeordnete.
Bei der Wahl hatte keine Partei die absolute Mehrheit im Parlament gewonnen. Im Streit über die Regierungsbildung zwischen der stärksten Partei FRETILIN und der Aliança da Maioria Parlamentar AMP (Allianz der Parlamentarischen Mehrheit), einer Koalition aus vier Parteien unter Führung von Xanana Gusmão vom CNRT, die knapp die absolute Mehrheit im Parlament innehat, unterstützte die UNDERTIM laut Generalsekretär Cristiano da Costa die FRETILIN in ihrem Bestreben eine Regierung unter ihrer Führung bilden zu wollen. Allerdings wolle die UNDERTIM keine Koalition eingehen. „Die UNDERTIM wird ihre politische Unabhängigkeit behalten“, so Cristiano da Costa. Parteichef Cornelio Gama rief CNRT und FRETILIN zur Zusammenarbeit auf. Da sich FRETILIN und AMP nicht auf eine gemeinsame Regierung einigen konnten, beauftragte Staatspräsident Ramos-Horta schließlich die AMP mit der Regierungsbildung. Xanana Gusmão wurde neuer Premierminister.
Am 13. Mai 2008 schloss sich die UNDERTIM der Regierungskoalition an. Sie erwartete dadurch ihre Ziele besser durchsetzen zu können, wie die Versorgung der Veteranen und Schwachen. Außerdem wollte sie damit die Schwächung der AMP verhindern, die durch die Annäherung zwischen ASDT und FRETILIN droht.
2012 zeigte die UNDERTIM ein zerstrittenes Bild. Für die Parlamentswahlen 2012 reichten zwei Fraktionen der UNDERTIM eine Wahlliste bei den Behörden ein. Eine von Parteichef Cornelio Gama, eine von der Gruppe um Reis Kadalak. Folge war, dass die UNDERTIM zunächst für die Wahl nicht zugelassen wurde. Dies wurde aber vom Tribunal de Recurso de Timor-Leste (deutsch Berufungsgericht Osttimors) am 4. Juni zurückgenommen, nachdem sich die beiden UNDERTIM-Flügel auf eine gemeinsame Liste einigen konnten.
Bei den Wahlen scheiterte die UNDERTIM an der Drei-Prozent-Hürde mit 1,49 % (7.041 Stimmen). Drittstärkste Kraft wurde sie im Distrikt Baucau mit 5,46 % (2.952) der Stimmen. In den anderen Distrikten erreicht die UNDERTIM nirgends 3 %.
Bei den Parlamentswahlen 2017 erhielt die UNDERTIM nur noch 0,21 % der Stimmen und scheiterte damit klar an der Vier-Prozent-Hürde. Noch vor den vorgezogenen Neuwahlen am 12. Mai 2018 schloss sich die UNDERTIM mit drei anderen Parteien zum Movimentu Dezenvolvimentu Nasional (MDN) zusammen. Diese konnte bei den Parlamentswahlen aber nur 4.494 Stimmen (Anteil: 0,7 %) erzielen und scheiterte damit deutlich an der Vier-Prozent-Hürde.
Bei den Parlamentswahlen 2023 scheiterte die UNDERTIM an der Vier-Prozent-Hürde, mit 0,15 % (1.023 Stimmen).

## Weitere Vorkommnisse
Am 8. Oktober 2005 wurde das Hauptquartier der Partei in Bucoli (Subdistrikt  Baucau) zerstört. Cristiano do Costa beschuldigte Mitglieder der FRETILIN der Tat. Außerdem hätten sie versucht, am 10. Oktober den Flaggenmast zu stehlen, was die Polizei verhindern konnte. Am nächsten Tag gelang es den Angreifern die Parteiflagge und die Nationalflagge zu stehlen. Der Ortschef, Carlos Baptista von der FRETILIN erklärte, es sei für eine andere Partei natürlich nicht verboten ihre Flagge zu setzen, aber die FRETILIN sei die dominierende Partei am Ort und die gewählten Vertreter müssten respektiert werden. Außerdem hätte die UNDERTIM nicht erklärt, weswegen sie in den Ort gekommen sei. Die Flagge sei bis zu einem Gespräch zwischen den beiden Parteien im Rathaus von Bucoli verwahrt.
Parteivorsitzender Gama kam im März 2015 zeitweise unter Hausarrest. Grund war seine Mitgliedschaft in der Führung des faktisch illegal erklärten Konseilu Revolusionariu Maubere (KRM).